# Bhikkhu Bodhi
Tì kheo Bhikkhu Bodhi (Tỳ kheo Bồ đề), thế danh Jeffrey Block, sinh năm 1944 tại Brooklyn, New York, là một tu sĩ Phật giáo nhánh Theravada, được phong làm tăng sĩ ở Sri Lanka và hiện đang giảng dạy tại khu vực New York và New Jersey. Ông được bầu làm chủ tịch thứ hai của Buddhist Publication Society và đã viết rất nhiều tác phẩm dựa theo truyền thống Phật giáo Theravada.

## Cuộc đời
Block sinh ra 1944 ở Brooklyn, New York, trong một gia đình theo đạo Do Thái. Ông lớn lên ở Borough Park, nơi ông theo học trường tiểu học P.S. 160. Năm 1966, ông lấy bằng cử nhân triết học tại Brooklyn College. Năm 1972, bằng tiến sĩ tại Claremont Graduate University.
Năm 1967, khi mới ra trường, ông được nhánh Đại thừa Việt Nam cho xuất gia (sāmaṇera) . Năm 1972, sau khi lấy bằng tiến sĩ, Bodhi sang Sri Lanka nơi ông, dưới Balangoda Ananda Maitreya Thero, được xuất gia theo truyền thống Theravada và, năm 1973, ông được công nhận là tì kheo Theravāda.
Năm 1984, kế nhiệm người đồng sáng lập Nyanaponika Thera, Bodhi được bổ nhiệm làm biên tập viên tiếng Anh của Hiệp hội Xuất bản Kinh sách Phật giáo (BPS, Sri Lanka) và vào năm 1988, trở thành chủ tịch của tổ chức này. Năm 2002, ông nghỉ hưu từ chức vụ biên tập viên trong khi vẫn giữ chức chủ tịch hiệp hội.
Năm 2000, tại Đại lễ Vesak chính thức đầu tiên của Liên hợp quốc, Bodhi đã có bài phát biểu quan trọng.
Năm 2002, sau khi nghỉ hưu với tư cách là biên tập viên của BPS, Bodhi trở về Hoa Kỳ. Sau khi sống tại Tu viện Bodhi (Thị trấn Lafayette, New Jersey), hiện ông sống và giảng dạy tại Tu viện Chuang Yen (Carmel, New York), và là chủ tịch Hiệp hội Phật giáo Hoa Kỳ.
Tỳ kheo Bodhi là người sáng lập tổ chức Cứu trợ toàn cầu của Phật giáo (Buddhist Global Relief), chuyên tài trợ cho các dự án chống nạn đói và trao quyền cho phụ nữ trên toàn thế giới.